# روور پی۳
روور پی۳ (Rover P۳) خودرویی است که در سال‌های ۱۹۴۸–۱۹۴۹ تولید شده‌است.
طراحی آن خودروهای موتور جلو-محور عقب بوده طول آن در حالت طبیعی ۱۷۲ اینچ (۴٬۴۰۰ میلیمتر)، عرض آن در حالت طبیعی ۶۵ اینچ (۱٬۷۰۰ میلیمتر) و ارتفاع آن در حالت طبیعی ۶۳ اینچ (۱٬۶۰۰ میلیمتر) است. سیستم جعبه‌دندهٔ آن به صورت دستی است.